# إيان فيشباك
إيان فيشباك (19 يناير 1979 - 19 نوفمبر 2021)، كان ضابطًا بالجيش الأمريكي، أصبح معروفًا بعد أن أبلغ مسؤولين أمريكيين في العام 2005 أن معتقلين في العراق وأفغانستان كانوا يتعرضون للضرب والإيذاء من قبل الجنود الأمريكيين.
أرسل رسالة إلى السناتور جون ماكين من أريزونا في 16 سبتمبر 2005، أعرب فيها فيشباك عن مخاوفه بشأن استمرار سوء معاملة السجناء المحتجزين بتهمة الإرهاب. الحرب العالمية على الإرهاب.
في 8 مايو 2006، تم اختيار فيشباك من قبل مجلة تايم كواحد من أكثر 100 شخص مؤثر في العالم لاتخاذ موقفه ضد التعذيب.

## حياته
ولد فيشباك في ديترويت في 19 يناير 1979. تخرج عام 1997 من مدرسة نيوبيري الثانوية في نيوبيري بولاية ميشيغان .
تم قبوله في ويست بوينت وحصل على رتبة رائد في القوات الخاصة بالجيش الأمريكي .
خدم أربع جولات قتالية في الجيش الأمريكي، اثنتان مع الفرقة 82 المحمولة جوا واثنتان مع مجموعة القوات الخاصة الخامسة.
في مايو 2012، حصل فيشباك على درجة الماجستير في العلوم السياسية من جامعة ميشيغان، حيث كتب أطروحة الماجستير في نظرية الحرب العادلة.
من عام 2012 إلى عام 2015، عمل كمدرس في ويست بوينت.
حاصل على دكتوراه. طالب في الفلسفة في جامعة ميشيغان ، آن أربور يبحث في التفاعل بين الأخلاق والقانون فيما يتعلق بالتناسب والضرورة النسبية. في عام 2021، قدم فيشباك درجة الدكتوراه. أطروحة بعنوان الطريقة والأخلاق في الحرب (المستشارة اليزابيث س. أندرسون ).

## رسالة إلى ماكين
في عام 2005، أعرب فيشباك عن قلقه بشأن ما اعتبره ثقافة عسكرية تسمح بإساءة معاملة السجناء.
نتج عن الرسالة سن تشريع مناهض للتعذيب، قانون معاملة المحتجزين، «برعاية السناتور ماكين ووافق عليه مجلس الشيوخ في عرض ساحق لتأييد الحزبين بأغلبية 90 صوتًا مقابل 9 أصوات».

## وفاته
توفي فيشباك في مرفق رعاية في بانجور، ميشيغان، في 19 نوفمبر 2021، عن عمر يناهز 42 عامًا.
ووفقا للنعي الذي نشرته العائلة فإن فيشباك (42 عاما) توفي فجأة يوم 19 نوفمبر في دار للرعاية (كان قد نُقل إليها بعد معاناة من الاكتئاب وتدهور صحته العقلية والجسدية) في ولاية ميشيغان، دون تحديد سبب الوفاة. وقالت عائلته: «لقد واجه العديد من التحديات وشعر الكثير منا بالعجز.. حاولنا أن نقدم له المساعدة التي يحتاجها. يبدو أن النظام خذله تماما وبشكل مأساوي. هناك العديد من الأسئلة حول وفاته والسبب الرسمي لوفاته غير معروف في هذا الوقت. يمكننا أن نؤكد لك أننا سنسعى لتحقيق العدالة لإيان، لأن العدالة هي أكثر ما يهمه».

## روابط خارجية
- رسالة إلى ماكين - واشنطن بوست طبعة كاملة.
- Ian Fishback at the Harvard Carr Center for Human Rights Policy على يوتيوب